# Edmund Mortimer (acteur)
Edmund Mortimer (New York, 21 augustus 1874 – Los Angeles, 21 mei 1944) was een Amerikaanse acteur en filmregisseur.

## Biografie
Mortimer werd geboren als Edmund Mortimer Olson op 21 augustus 1874 in New York, als zoon van Edmund M. Olsen en Latitia Smith. Zijn vader was een kapitein in de U.S. Navy. Als jongen zong Mortimer in kerkkoren en nam hij deel aan andere muzikale activiteiten in Brooklyn.
Zijn acteercarrière startte in 1904 op het toneel. In de daaropvolgende jaren speelde hij bij verschillende theatergezelschappen. In 1913 stapte hij over naar het witte doek en verscheen tussen 1913 en 1945 in meer dan 250 films. Na 1930 speelde hij in geluidsfilms meestal een kleine rol en werd hij niet vermeld op de aftiteling. Tussen 1918 en 1928 regisseerde hij ook 23 films.
Mortimer was getrouwd met actrice Louise Bates. Hij stierf op 21 mei 1944 in zijn huis in Los Angeles op 69-jarige leeftijd aan een kransslagaderverstopping.